# آکومال
اکومال (به اسپانیایی: Akumal) یک استراحتگاه ساحلی گردشگری در ۱۰۰ کیلومتر (۶۲ مایل) جنوب کانکون٬ کینتانا رو در ساحل شرقی مکزیک است که در ایالت کینتانا رو واقع شده‌است. این منطقه بین خلیج آکومال و خلیج ماه نیمه و شهرهای تولوم و پلایا دل کارمن قرار گرفته و بخشی از منطقه ریویرا مایا است و در گذئرلتلذوت

کنتادذذر

ه است.
در سال ۲۰۱۰ جمعیت این شهر ۱۳۱۰ نفر بود.
آکومال محل معروفی برای غواصی است. بازدید کنندگان می‌توانند با لاک‌پشت‌های سبز دریایی در معرض خطر شنا کنند که برای تغذیه از چمن قسمت کم عمق دریا به این منطقه می‌آیند. محبوبیت غواصی در آکومال باعث فشار بر محیط زیست شکننده آن شده است.